# Głogówek
Głogówek là một thị trấn thuộc huyện Prudnicki, tỉnh Opolskie ở nam Ba Lan. Thị trấn có diện tích 22 km². Đến ngày 1 tháng 1 năm 2011, dân số của thị trấn là 5731 người và mật độ 260 người/km².